# 陳到
陳 到（ちん とう、生没年不詳）は、中国後漢末期から三国時代にかけての蜀漢の武将。字は叔至。豫州汝南郡の人。

## 概要
劉備が豫州刺史を務めていた頃からの家臣で、白毦兵または白耳兵と称される精鋭部隊の長を務め、名声・官位ともに趙雲に次いだため忠節勇武な武将として称えられた。
建興元年（223年）、劉備の死後に永安都督・征西将軍の官位に昇り、亭侯に封じられた。
建興4年（226年）、李厳が永安から江州に陣営を移動させたが、陳到は引き続き永安に駐留し、守備を継続している。在官のまま死去した。
『三国志』での明確な記述は以上である。蜀では史官をおいていなかったため記録が散逸しており、陳寿が『蜀書（三国志）』を編纂する際に使えた資料はかなり少なかった。蜀の名臣を讃える楊戯の『季漢輔臣賛』では、陳到の「忠誠」を評価している。また、趙雲共々「選り抜きの兵を指揮して、勲功をあげた猛将」と賞賛されている。
小説『三国志演義』には登場しない。